# Ooctonus himalayus
Ooctonus himalayus är en stekelart som beskrevs av Subba Rao 1989. Ooctonus himalayus ingår i släktet Ooctonus och familjen dvärgsteklar. Inga underarter finns listade i Catalogue of Life.